# Îles-de-la-Madeleine (ancienne circonscription fédérale)
Pour les articles homonymes, voir Îles de la Madeleine (homonymie).
Îles-de-la-Madeleine fut une circonscription électorale fédérale de la région du Gaspésie–Îles-de-la-Madeleine au Québec. Elle fut représentée de 1949 à 1968.
La circonscription des Îles-de-la-Madeleine a été créée en 1947 d'une partie de Gaspé. Abolie en 1966, elle fut fusionnée à Bonaventure.

## Géographie
En 1947, la circonscription des Îles-de-la-Madeleine comprenait:
- Le comté des Îles-de-la-Madeleine

## Députés
1. 1949-1958 — Charles Cannon, PLC
2. 1958-1962 — James Russell Keays, PC
3. 1962-1968 — Maurice Sauvé, PLC

- PC = Parti progressiste-conservateur
- PLC = Parti libéral du Canada